# Compàs (música)

Diferents tipus de barres de compàs

El compàs és l'entitat mètrica musical, composta per diverses unitats de temps. Aquesta divisió es representa gràficament des del segle xvi per unes línies verticals, anomenades línies divisòries o barres de compàs que es col·loquen perpendicularment a les línies del pentagrama.
La primera pulsació de cada compàs serà sempre més accentuada que la resta, llevat que es determini (i s'expressi gràficament) el contrari. En virtut d'això, els compassos formen en una composició, grups rítmics i mètrics d'igual durada i d'accentuació regular. Així, un fragment musical estarà compost pel conjunt de compassos que el conformen, els quals tindran la mateixa durada fins que es canviï el tipus de compàs.

## Tipus de compassos
Segons la quantitat de parts o pulsacions de què consten, es classifiquen en compassos binaris, si tenen dues pulsacions, ternaris, si en tenen tres, o quaternaris, si en tenen quatre. També existeixen altres tipus de compassos amb nombre superiors de pulsacions que sovint s'entenen com a derivades de les tres que s'entenen com a bàsiques.
Cada pulsació pot ser divisible en dues parts o en tres. Es consideren compassos simples els primers, mentre que els altres es consideren compassos compostos. En aquest darrer cas, la figura que representa la unitat de pulsació sempre és una figura seguida de puntet.
Segons la seva subdivisió, es poden dividir en compassos de subdivisió binària i ternària. Per exemple, el compás 6/8 és de subdivisió ternària perquè a un temps hi ha tres temps de corxera.

## Xifratge
El símbol que expressa el compàs sempre adopta forma de fracció. En el cas dels compassos simples el numerador expressa el nombre de pulsacions que té cada compàs, mentre que en el cas dels compassos compostos expressa el total de parts ternàries de pulsació que conté el compàs. El nombre de pulsacions d'un compàs compost és el resultat de dividir el numerador per tres.
El denominador, en el cas dels compassos simples expressa la figura que serveix com a unitat de pulsació: 2 = blanca; 4 = negra, 8 = corxera, són les més habituals. En el cas dels compassos compostos el denominador expressa la figura que serveix com a unitat de part ternària de pulsació, de manera que la unitat de pulsació és la que equivaldria a tres d'aquestes figures.